# Calcestruzzo leggero
I calcestruzzi leggeri sono particolari calcestruzzi che hanno un peso specifico inferiore a quello dei calcestruzzi normali.

## Descrizione
La principale caratteristica dei calcestruzzi leggeri è il basso peso specifico. Tali caratteristiche di leggerezza, cui si accompagnano altri requisiti (buon isolamento termico, ecc.) rende questo materiale idoneo tra l'altro per la preparazione di elementi prefabbricati. 
In merito alla resistenza a compressione, questa è strettamente legata alle modalità di realizzazione del calcestruzzo leggero. Generalmente è inferiore a quella dei calcestruzzi normali, in qualche caso può anche non differirne in modo sensibile (calcestruzzi leggeri strutturali).

### Peso specifico
Secondo la norma UNI EN 206-1:2006, il calcestruzzo normale ha una massa volumica, dopo l'essiccamento in stufa, maggiore di 2000 kg/m³ ma non maggiore di 2600 kg/m³, mentre quello leggero, sempre dopo l'essiccamento in stufa, ha una massa volumica non minore di 800 kg/m³ e non maggiore di 2000 kg/m³.

## Classificazione

### Calcestruzzi leggeri strutturali
Il calcestruzzo leggero strutturale è apparso negli anni '70. I calcestruzzi leggeri strutturali sono calcestruzzi leggeri ad alta resistenza a compressione, che si ottengono tramite una scelta oculata degli inerti e del relativo assortimento granulometrico. Secondo la normativa italiana, è definito come un calcestruzzo a struttura chiusa ottenuto sostituendo tutto o in parte l'inerte ordinario (ghiaia, pietrischetto e sabbia) con aggregato leggero artificiale (argilla espansa o scisti calcinati).
In questi casi infatti l'inerte leggero, costituito dai granuli non frantumati più resistenti di argilla espansa o scisti calcinati, va a formare la frazione o le frazioni grossolane, mentre quella fine è costituita o da inerte leggero macinato oppure da normale sabbia. Modulando opportunamente le proprietà meccaniche dell'inerte leggero e la percentuale di sostituzione dell'aggregato ordinario, è possibile ottenere calcestruzzi con resistenze a partire da 15 MPa fino a 70 MPa. Per i calcestruzzi leggeri strutturali non è ammesso l'utilizzo di altri inerti leggeri di origine naturale o artificiale (polistirolo, lapillo, pomice o altro) in sostituzione dell'argilla espansa e degli scisti calcinati.
Con i calcestruzzi leggeri strutturali si possono realizzare membrature quali pilastri, travi, ecc., gettate in opera o prefabbricate, con un risparmio di peso proprio, infatti si possono ottenere calcestruzzi con un peso specifico compreso fra 1.400 kg/m³ e 2.000 kg/m³.

### Calcestruzzi leggeri non strutturali
Oltre ai calcestruzzi leggeri strutturali, con gli inerti leggeri si possono ottenere anche conglomerati non strutturali per la realizzazioni ad esempio di massi a pendio (strati di pendenza di coperture piane) o strati isolanti come:
- i betoncini leggeri isolanti a struttura aperta: con peso specifico tra i 600 e i 1.000 kg/m³ e con resistenza fino a circa 10 MPa;
- i conglomerati cementizi a struttura chiusa: con peso specifico compreso tra i 1.000 e i 1.400 kg/m³ e una resistenza meccanica compresa fra 10 e 20 MPa.

Pertanto a seconda della composizione del calcestruzzo leggero cambiano i requisiti del prodotto finito.

Infatti varieranno entro ampi limiti, il peso specifico, la resistenza a compressione, le caratteristiche isolanti, il ritiro, il modulo di elasticità, ecc.

### Tipologia degli inerti
Gli inerti impiegati sono di origine minerale, naturale ed artificiale. Tra i primi trova largo impiego la pomice mentre tra gli inerti minerali artificiali sono assai diffusi:
- le argille espanse
- gli scisti argillosi espansi
- la vermiculite
- la perlite
- scisto calcinato

Gli aggregati leggeri sono riconosciuti idonei per il confezionamento dei calcestruzzi leggeri se conformi alla UNI EN 13055-1.

### Classi di resistenza a compressione
Per i calcestruzzi leggeri la classe di resistenza, in analogia con i calcestruzzi normali, viene indicata con la sigla LC seguita da due numeri che rappresentano i valori della resistenza a compressione in MPa (N/mm²) ottenuti da prove a compressione a 28 giorni su cilindri di 150 mm di diametro e 300 mm di altezza per il primo valore e su cubi di 150 mm di lato per il secondo valore.

La norma UNI EN 206-1 prevede le seguenti classi di resistenza.
- LC8/9
- LC12/13
- LC16/18
- LC20/22
- LC25/28
- LC30/33
- LC35/38
- LC40/44
- LC45/50
- LC50/55
- LC55/60
- LC60/66
- LC70/77
- LC80/88

Il D.M. del 14.01.2008 per i calcestruzzi leggeri strutturali ammette però classi di resistenza fino a LC55/60.

### Classi di densità
Il calcestruzzo in base alla sua massa volumica viene suddiviso in classi di densità indicate con la lettera D seguita dal valore del massimo peso specifico previsto dalla generica classe, espresso in 10−3 kg/m³.

la norma UNI EN 206 -1 prevede le seguenti classi di densità:
- D1,0 – 800 kg/m³ ≤ massa volumica ≤1000 kg/m³
- D1,2 – 1000 kg/m³ < massa volumica ≤1200 kg/m³
- D1,4 – 1200 kg/m³ < massa volumica ≤1400 kg/m³
- D1,6 – 1400 kg/m³ < massa volumica ≤1800 kg/m³
- D2,0 – 1800 kg/m³ < massa volumica ≤2000 kg/m³

## Normativa
- Decreto Ministeriale del 14.01.2008
- UNI EN 206-1
- UNI EN 1992-1-2